# Robert McLiam Wilson
Pour les articles homonymes, voir Robert Wilson et Wilson.
Robert McLiam Wilson, écrivain britannique d'origine nord-irlandaise.

## Biographie
Robert Wilson est né dans un quartier ouvrier et catholique de l'ouest de Belfast. Il adopte le nom de plume McLiam Wilson pour ne pas être confondu avec les « dix mille Robert Wilson dans le monde entier » (McLiam est le mot gaélique pour Wilson).
Après avoir vécu à Londres et étudié durant quelques années la littérature anglaise à St Catharine's College (université de Cambridge), il est revenu en Irlande du Nord pour donner des cours à l’université d'Ulster.
Dès son premier roman, Ripley Bogle (1988), il remporte plusieurs prix littéraires en Grande-Bretagne ou en Irlande, le prix Rooney de littérature irlandaise (1989), le prix Ted Hughes de poésie (1989), le prix Betty Trask (1990) et le Irish Book Awards (1990). C’est la biographie romancée, à portée autobiographique pour l'auteur, d’un SDF londonien, tout à la fois génial, mais aussi hautain et nonchalant, qui a érigé le mensonge en règle de vie.
Son œuvre la plus connue, celle qui l’a fait connaître, est Eureka Street. C’est un roman foisonnant avec comme personnage central la ville de Belfast et la période dite des « Troubles » entre catholiques et protestants d'Irlande du Nord.
Robert McLiam Wilson est contributeur à Charlie Hebdo depuis fin janvier 2016. Son premier article a été publié le 20 février 2016,. Il a également écrit des chroniques pour Libération et tenu un blog en 2008-2009 sur Mediapart

## Œuvres
- Ripley Bogle, Christian Bourgois, 1996 ((en) Ripley Bogle, Blackstaff, 1989), roman, trad. Brice MatthieussentRééd. 10-18, 1998; Babel, 2017
- Les Dépossédés, Christian Bourgois, 2005 ((en) The Dispossessed, Picador, 1992), document, trad. Brice MatthieussentÉcrit avec des photographies de Donovan Wylie. Rééd. Points, 2007
- La Douleur de Manfred, Christian Bourgois, 2003 ((en) Manfred's pain, Picador, 1992), roman, trad. Brice MatthieussentRééd. 10-18, 2005
- Eureka Street, Christian Bourgois, 1997 ((en) Eureka Street, Secker & Warbug, 1996), roman, trad. Brice MatthieussentRééd. 10-18, 1999; Babel, 2022
- La Vilaine veuve - Nice, le procès oublié, Hors-série Charlie Hebdo, 2022